# 羅斯科 (紐約州)
羅斯科（英語：Roscoe）是位於美國紐約州沙利文縣的普查規定居民點。

## 人口
根據2020年美國人口普查的數據，羅斯科的面積為2.53平方千米，皆為陸地。當地共有人口497人，而人口密度為每平方千米196.44人。